# تيلس أوف ريبرث
تيلس أوف ريبرث (باليابانية: テイルズ オブ リバース) هي لعبة فيديو تقمص الأدوار تم إنتاجها في سنة 2004 لأجهزة بلاي ستيشن 2، وهي الجزء السادس من سلسلة ألعاب تايلس من شركة نامكو. هذه اللعبة تدور حكايتها في عالم بين البشر والوحوش وألذين يعيشون في سلام، لكن ظهور قوى سحرية تسبب في ظهور قوى خارقة لعدة شخصيات ويحاول البشر إعادة السيطرة على الوحوش.